# Meghan, vévodkyně ze Sussexu
Meghan, vévodkyně ze Sussexu (rodným jménem Rachel Meghan Markle, přechýleně Markleová) (* 4. srpna 1981 Los Angeles) je manželka britského prince Harryho, vévody ze Sussexu, bývalá americká herečka.

## Mládí a vzdělání
Rachel Meghan Markle se narodila 4. srpna 1981 v Canoga Park v Los Angeles v Kalifornii a je považována za míšenku. Její rodiče se rozvedli, když jí bylo šest. Meghan má blízký vztah se svou afroamerickou matkou Dorií Raglandovou. Meghanin bílý americký otec, Thomas Markle Sr., pracoval jako kameraman a fotograf v sitcomu Ženatý se závazky a Meghan jako dítě často navštěvovala natáčení. V současné době se svému otci a nevlastním sourozencům Samanthě Markle a Thomasi Markle Jr. odcizuje.
Když vyrůstala v Los Angeles, navštěvovala Hollywood Little Red Schoolhouse. Ve věku 11 let napsala společnosti Procter & Gamble, aby v národní televizi genderově neutralizovala reklamu na mýdlo na mytí nádobí. O tři měsíce později P&G reklamu změnila. Byla vychována jako protestantka, ale absolvovala střední školu Immaculate Heart High School, dívčí katolickou školu. V roce 1999 byla Meghan přijata na Severozápadní univerzitu (NU) v Evanstonu ve státě Illinois. Po prvním ročníku stážovala na americkém velvyslanectví v Buenos Aires a zvažovala politickou kariéru. Rovněž se zúčastnila studijního programu v zahraničí v Madridu. V roce 2003 získala Markle bakalářský titul v oboru divadlo a mezinárodní studia na Northwestern's School of Communication.

## Herecká kariéra
Ještě v době svého hereckého studia pracovala jako kaligrafka na volné noze. V roce 2002 se poprvé objevila jako herečka, a sice v epizodě televizního seriálu General Hospital. V roce 2010 dostala role ve filmech, Get Him to the Greek a Nezapomeň na mě. Roku 2011 hrála ve filmu Šéfové na zabití a o rok později se podílela na natáčení krátkého filmu The Candidate, ve kterém hrála roli sekretářky. Roku 2009 se objevila ve dvou epizodách seriálu Fringe, natáčeného televizní sítí Fox Broadcasting Company. Od roku 2011 se objevovala v televizním seriálu Kravaťáci, a to v roli koncipientky Rachel Zane. Dále je také známa pro svou roli Amy Jessup, speciální agentky FBI, kterou ztvárnila ve sci-fi seriálu Hranice nemožného. Také se objevila v epizodách snímků Century City, Kriminálka New York, 90210: Nová generace, Cuts, Knight Rider – Legenda se vrací, The Apostles, The League, Castle na zabití, Extant a v několika dalších.

## Společenské aktivity
Byla zakladatelkou a šéfredaktorkou webové stránky The Tig, zabývající se otázkami životního stylu. V dubnu 2017 oznámila, že tuto práci ukončila. V září 2016 vyprodukovala spolu s kanadskou oděvní společností Reitmans řadu cenově dostupných dámských pracovních oděvů.
V roce 2016 se stala velvyslankyní World Vision Canada, pro niž cestovala do Rwandy v rámci kampaně pro čistou vodu (Clean Water Campaign). V roce 2014 se stala poradkyní pro mezinárodní charitu One Young World, pro niž promluvila na jejím výročním summitu v Dublinu. Roku 2016 se zúčastnila tohoto shromáždění i v kanadské Ottawě.
Spolupracovala též s Organizací spojených národů v jejím programu United Nations Women, konkrétně při United Nations Entity for Gender Equality and the Empowerment of Women (Odbor OSN pro rovnost pohlaví a posílení žen).

## Záliby a přátelství
Označuje se za gurmánku,[zdroj⁠?!] což bylo také vneseno do její role Rachel Zane v Kravaťácích. Je přítelkyní tenistky Sereny Williamsové, Jessicy Mulroney a Bena Mulroneyho ze zpravodajství E! News.

## Vztahy a manželství

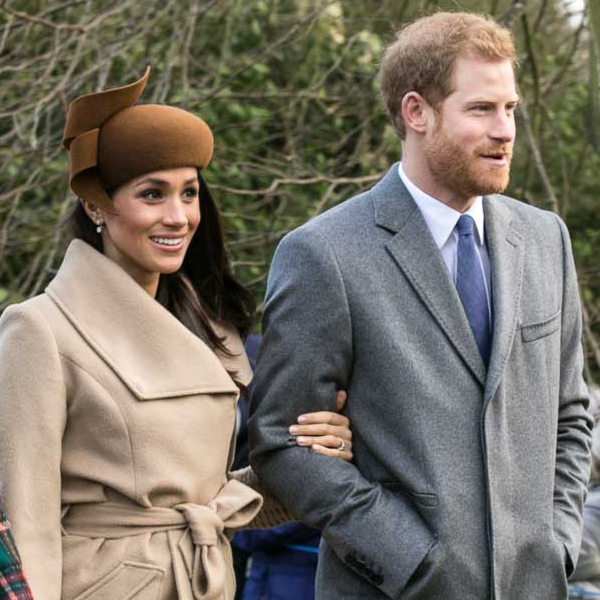
Meghan Markle a princ Harry při návštěvě vánoční mše na Štědrý den 2017

Dne 20. září 2011 se provdala za filmového herce a producenta Trevora Engelsona, se kterým měla vztah již od roku 2004. V květnu 2013 se ale rozešli a po třech měsících následoval rozvod. Předtím, než se seznámila s princem Harrym, byla ve vztahu s Corym Vitiellem.
Její seznámení s britským princem Harrym v červnu 2016 a jejich následné přátelství z ní udělaly nejvyhledávanější herečku na internetovém vyhledávači Google za rok 2016. Dne 27. listopadu 2017 byla ohlášena jejich svatba, která se pak uskutečnila 19. května 2018 na královském zámku Windsor.
Od své svatby žili společně v domě zvaném Nottingham Cottage, který se nachází na pozemcích Kensingtonského paláce v Londýně. Dne 15. října 2018 oznámil manželský pár, že očekávají své první dítě. Zdravý syn se jim narodil 6. května 2019 v 5.26 ráno britského času a dostal jméno Archie Harrison Mountbatten-Windsor.
Po svém částečném rozchodu s britskou královskou rodinou v lednu 2020 se princ Harry, jeho manželka Meghan a syn Archie usídlili na Vancouver Island v kanadské provincii Britská Kolumbie. Ostrov si vybrali jako svoje bydliště pro jeho relativně mírné podnebí. Později přesídlili do Spojených států, rodné země vévodkyně Meghan. V současnosti žijí se synem Archiem v malé obci Montecito, která leží východně od města Santa Barbara v Kalifornii. Počátkem března 2021 vzbudil velkou pozornost světové veřejnosti rozhovor s názvem Meghan a Harry v rozhovoru s Oprah Winfreyovou vysílaný televizní stanicí CBS, který s oběma manželi vedla v blízkosti jejich nového bydliště moderátorka Oprah Winfreyová. Dne 4. června 2021 se jim v kalifornské Santa Barbaře narodila dcera Lilibet Diana Mountbatten-Windsor, která automaticky získala americké občanství.

## Filmografie

### TV seriál
| Rok       | Název                                    | Role           | Poznámky                                |
| --------- | ---------------------------------------- | -------------- | --------------------------------------- |
| 2002      | General Hospital                         | Jill           | 1 díl                                   |
| 2004      | Century City                             | Natasha        | díl: A Mind is a Terrible Thing to Lose |
| 2005      | Cuts                                     | Cori           | díl: My Boyfriend's Back                |
| 2005      | Love, Inc.                               | Teresa Santos  | díl: One on One                         |
| 2006      | 1 vs. 100                                | Sebe sama      |                                         |
| 2006      | The War at Home                          | Susan          | díl: The Seventeen-Year Itch            |
| 2006      | Kriminálka New York                      | Veronica Perez | díl: Murder Sings the Blues             |
| 2006      | Deceit                                   | Gwen           |                                         |
| 2007      | Deal or No Deal                          | Sebe sama      | 4 díly                                  |
| 2008      | 90210: Nová generace                     | Wendy          | 2 díly                                  |
| 2008      | 'Til Death                               | Tara           | díl: Joy Ride                           |
| 2009      | Knight Rider - Legenda se vrací          | Annie Ortiz    | díl: Fight Knight                       |
| 2009      | Without a Trace                          | Holly Shepard  | díl: Chameleon                          |
| 2009      | Fringe                                   | Amy Jessup     | 2 díly                                  |
| 2009      | The League                               | náhodná dívka  | díl: The Bounce Test                    |
| 2010      | Kriminálka Miami                         | Leah Montoya   | díl: Backfire                           |
| 2010      | The Boys and Girls Guide to Getting Down | Dana           |                                         |
| 2011–2018 | Kravaťáci                                | Rachel Zane    | Hlavní postava                          |
| 2012      | Castle na zabití                         | Charlotte Boyd | díl: Once Upon a Crime                  |
| 2014      | Extant                                   | dívka u stolu  | díl: Extinct                            |

### Film

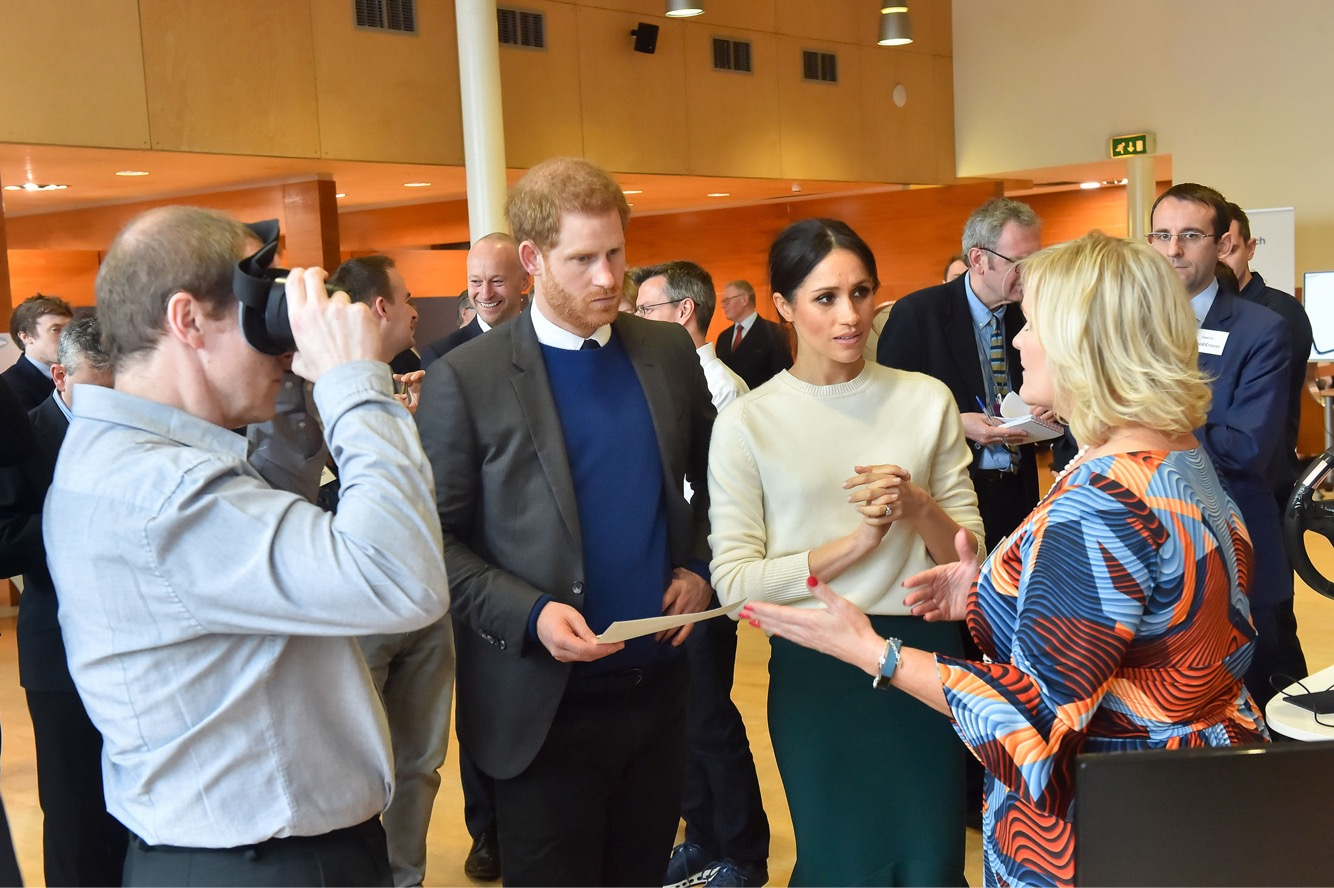
Meghan Markle a princ Harry při návštěvě Belfastu v Severním Irsku v březnu 2018

| Rok  | Název                 | Role                | Poznámky |
| ---- | --------------------- | ------------------- | -------- |
| 2005 | Něco jako láska       | Cestující v letadle |          |
| 2006 | Podvod                |                     | TV film  |
| 2008 | Good Behavior         |                     | TV film  |
| 2008 | The Apostles          |                     | TV film  |
| 2010 | Dostaň ho tam         | Tatiana             |          |
| 2010 | Nezapomeň na mě       | Megan               |          |
| 2010 | Dysfunctional Friends |                     | TV film  |
| 2011 | Šéfové na zabití      | Jamie               |          |
| 2012 | Dysfunctional Friends |                     |          |
| 2013 | Náhodná setkání       |                     |          |
| 2014 | Ohňostroj lásky       | Amy Peterson        | TV film  |
| 2015 | Anti-Social           | Kirsten             |          |
| 2016 | Dater's Handbook      | Cassandra Brand     | TV film  |
| 2021 | Smrt roku 2021!       |                     | TV film  |